# Gäufelden
Gäufelden település Németországban, azon belül Baden-Württembergben. Lakosainak száma 9282 fő (2023. december 31.).

## Népesség
A település népessége az elmúlt években az alábbi módon változott:
| Lakosok száma | 3248 | 3800 | 4777 | 5756 | 6389 | 7630 | 9097 | 9305 | 9122 | 9282 |
|               | 1961 | 1967 | 1974 | 1980 | 1987 | 1993 | 2000 | 2006 | 2013 | 2023 |